# Eesti meistrid 1931
Sei squadre (quattro da Tallinn e due da Narva) parteciparono al torneo. Ogni squadra incontrò le altre una volta per un totale di cinque partite. VS Sport Tallinn vinse il suo settimo titolo.

## Classifica finale
| Pos | Club                     | G | V | N | P | GF | GS | DR  | Punti |
| --- | ------------------------ | - | - | - | - | -- | -- | --- | ----- |
| 1   | VS Sport Tallinn         | 5 | 4 | 1 | 0 | 14 | 2  | 12  | 9     |
| 2   | ESS Kalev Tallinn        | 5 | 3 | 1 | 1 | 9  | 2  | 7   | 7     |
| 3   | Tallinna Jalgpalli Klubi | 5 | 3 | 1 | 1 | 9  | 5  | 4   | 7     |
| 4   | Puhkekodu Tallinn        | 5 | 1 | 1 | 3 | 10 | 10 | 0   | 3     |
| 5   | KS Võitleja Narva        | 5 | 1 | 0 | 4 | 9  | 18 | –9  | 2     |
| 6   | Narva THK                | 5 | 1 | 0 | 4 | 4  | 18 | –14 | 2     |

G = Partite giocate; V = Vittorie; N = Nulle/Pareggi; P = Perse; GF = Goal fatti; GS = Goal subiti; DR = differenza reti; 

## Classifica marcatori
| Pos | Nome                   | Club              | Gol |
| --- | ---------------------- | ----------------- | --- |
| 1   | Friedrich Karm         | VS Sport Tallinn  | 8   |
| 3   | Osvald Kastanja-Kastan | KS Võitleja Narva | 4   |
| 3   | Oskar Vinkelberg-Loo   | Puhkekodu Tallinn | 4   |
| 3   | Anton Koovit           | ESS Kalev Tallinn | 4   |